# マーガレット・シェリダン
マーガレット・シェリダン（Margaret Sheridan,  1926年10月29日 - 1982年5月1日）は、アメリカ合衆国の女優である。

## 来歴
1926年、カリフォルニア州のロサンゼルスに生まれる。学生時代にモデルとして活動し、自身が掲載されたマガジンの表紙を見たハワード・ホークスに見出され、ホークスが製作として携わっていた1951年のSFホラー映画『遊星よりの物体X』のヒロインに抜擢された。その翌年にはロバート・ミッチャムが主演の『零号作戦』へも出演し、女優としてのキャリアを築いていく。いくつかのテレビシリーズへも出演を果たし、女優としての地位を築いていたが、1964年の出演作を最後に女優を引退した。

### 私生活
女優として活動する前はフライング・タイガー・ラインの客室乗務員としても勤務しており、1946年にパイロットのウィリアム・パティソンと結婚したが、1952年に二人は離婚した。

### 死去
1982年に肺癌のため、カリフォルニア州のオレンジ郡で死去。55歳だった。

## 出演作品

### 映画
- 遊星よりの物体X The Thing from Another World (1951)
- 零号作戦 One Minute to Zero (1952)
- I, the Jury (1953)
- 灰とダイヤモンド The Diamond (1954)
- Pride of the Blue Grass (1954)
- Man's Favorite Sport? (1964)

### テレビドラマ
- エラリー・クイーンの冒険 The Adventures of Ellery Queen (1952)
- City Detective (1953)
- 幌馬車隊 Wagon Train (1964)
- Bob Hope Presents the Chrysler Theatre (1964)